# Wilhelm Ostwald
Wilhelm Friedrich Ostwald (Lets: Vilhelms Ostvalds), (Riga, Letland, 2 september 1853 – Leipzig, 4 april 1932) was een Baltisch-Duitse chemicus. Samen met Jacobus van 't Hoff en Svante Arrhenius was Ostwald een van de grondleggers van de fysische scheikunde.

## Biografie
Ostwald werd geboren in Riga (destijds Keizerrijk Rusland) als zoon van de meester-kuiper Gottfried Wilhelm Ostwald (1824-1903) en diens echtgenote Elisabeth Leuckel (1824-1903). Beide ouders waren afstammelingen van Duitse immigranten uit respectievelijk Berlijn en Hessen. Hij was de middelste van drie broers, de andere waren Eugen (1851-1932) en Gottfried (1855-1918). Hij studeerde en promoveerde in de chemie aan de Universiteit van Dorpat (het huidige Tartu in Estland), waar hij vervolgens een docentschap bekleedde. In 1882 werd hij hoogleraar aan het Polytechnicum van Riga. In 1887 werd hij benoemd in Leipzig. Hier bleef hij aan tot aan zijn emeritaat in 1906. Onder zijn later beroemd geworden leerlingen bevonden zich Svante Arrhenius, Jacobus van 't Hoff, Walther Nernst, Gustav Tammann en Johannes Wislicenus.
Met de Nederlander Van 't Hoff was hij medeoprichter van het Zeitschrift für Physikalische Chemie. Hij ontdekte in 1888 de naar hem vernoemde verdunningswet voor zwakke elektrolyten.
Ostwald stond lange tijd bekend als een groot tegenstander van de kinetische gastheorie en de daarop gebaseerde statistische thermodynamica zoals die door de Oostenrijker Ludwig Boltzmann en de Amerikaan Josiah Willard Gibbs in die tijd werden ontwikkeld. Hij wenste moleculen hooguit als bruikbare hypothesen op te vatten, niet als werkelijk bestaande entiteiten. In zijn energetische theorie beschouwde hij energie als de enige fundamentele eenheid van de natuur. Materie was een afgeleid verschijnsel, een manifestatie van een samenballing van energie. Pas in 1909, toen de Fransman Jean Perrin uit experimentele metingen aan de brownse beweging de constante van Avogadro kon berekenen, ging hij als een der laatsten om.
Hoewel het katalysatieproces al zo'n zestig jaar eerder was beschreven was het Ostwald die deze processen meetbaar maakte en hierbij de link legde met zijn eigen werk omtrent chemische reacties. In 1894 definieerde hij katalyse als:
"de versnelling van een chemische reactie, die langzaam verloopt, door de aanwezigheid van een vreemde substantie".
Hij benadrukt hierbij dat de katalysator voor de chemische reactie geen verandering zorgt in de algemene energiereacties of in de evenwichtstoestand. Een samenvatting werd gepubliceerd in het artikel "Über Katalyse" (1901). Voor zijn werk omtrent onder andere katalysatoren won hij de Nobelprijs voor scheikunde in 1909.
Wilhelm Ostwald ontwikkelde ook het Ostwaldproces dat tot op heden gebruikt wordt op industriële schaal om uit ammoniak door oxidatie salpeterzuur te produceren. Dit salpeterzuur werd een belangrijke grondstof voor de kunstmeststoffen en buskruit. Eigenlijk betrof het een herontdekking van een basisprincipe dat 64 jaar eerder was gepatenteerd door de Franse scheikundige Frédéric Kuhlmann. Echter door een gebrek aan een significante, goedkope bron van ammoniak was er weinig interesse in Kuhlmanns proces. Dit was ook het geval toen Ostwald er in 1902 patent op aanvroeg, maar wat veranderde toen in de tweede helft van de jaren 1910 het Haber-Boschproces werd ontwikkeld.
Ostwald streefde ook naar de eenheid van alle wetenschappelijke kennis, o.a. door een poging om de economie op thermodynamische leest te schoeien en door samen met Ernst Haeckel een Duitse monistenbond op te richten, die een wetenschappelijk wereldbeeld moest ontwikkelen, vrij van godsdienstige invloeden. In 1933, dus na zijn dood, zou dit door het pas aangetreden nazibewind worden opgeheven. Een ander door hem mede opgericht genootschap, Die Brücke, zette zich in voor de standaardisering van alle wetenschappelijke kennis, ook van de geesteswetenschappen, en voor de stimulering van een wereldtaal, die eerst Esperanto moest worden en later het Ido. Dit genootschap moest in 1914 wegens geldgebrek worden opgeheven.
Ostwald was ook een gepassioneerd amateurschilder en ontwierp een eigen kleurenleer in Die Farbenfibel, gepubliceerd in 1916, die in Duitsland veel invloed zou hebben. Zijn werk in de kleurentheorie werd beïnvloed door die van Albert Munsell, en op zijn beurt beïnvloedde hij Paul Klee en leden van De Stijl, waaronder Piet Mondriaan.
Hij overleed op 4 april 1932 op 78-jarige leeftijd in het ziekenhuis in Leipzig. Hij was gehuwd met Helene von Reyher (1854-1946), samen kregen ze twee dochters, Grete en Elisabeth, en drie zonen, Wolfgang (die ook een bekend scheikundige zou worden), Walter en Karl Otto. Ostwald was een atheïst.

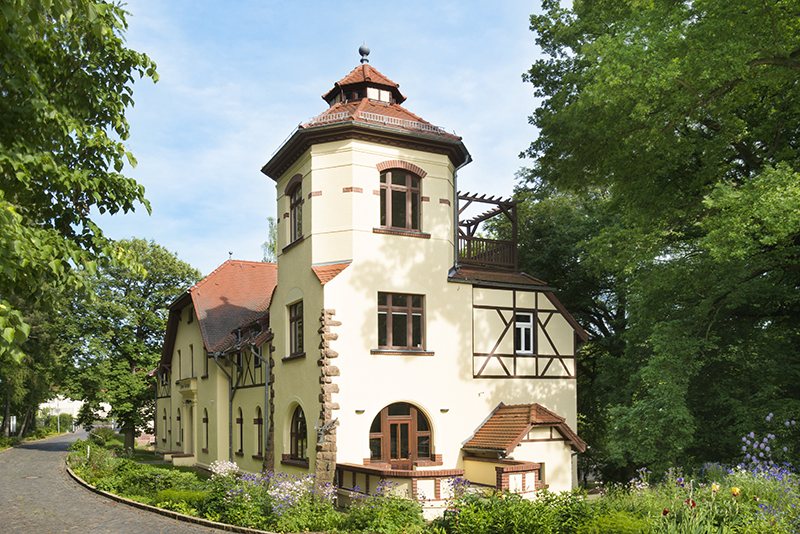
Haus Energie in het Wilhelm-Ostwald-Park bij Großbothen (hier heeft Ostwald zelf gewoond en had hij zijn studeerkamer)
Panorama, v.l.n.r. Haus Werk (laboratorium), Haus Energie (eigen woning) en  Haus Glückauf, woning voor Ostwalds volwassen kinderen

Ostwald had direct ten noorden van Großbothen, ten zuiden van Grimma, in 1901 een klein landgoed gekocht. Hier woonde hij tot kort vóór zijn overlijden. Tegenwoordig is hier een klein, aan Ostwald en zijn wetenschappelijke werk gewijd, museum gevestigd, alsmede een congres- en seminar-centrum. Dit geheel draagt de naam Wilhelm-Ostwald-Park.

## Publicaties
Ostwald publiceerde verscheidene leerboeken, waaronder Lehrbuch der Allgemeinen Chemie in 1884. Deze werd gevolgd door Grundriss der Allgemeinen Chemie in 1889 en Hand- und Hilfsbuch zur Ausführung physikalisch-chemischer Messungen in 1893. Talrijke andere wetenschappelijke publicaties over analytische scheikunde, elektrochemie en anorganische scheikunde volgden.
- Wilh. Ostwald (mei 1920) 'Die Harmonie der Farben', De Stijl, 3e jaargang, nummer 7, pp. 60-62. Zie Digital Dada Library.

1901: Van 't Hoff ·
1902: E. Fischer ·
1903: Arrhenius ·
1904: Ramsay ·
1905: Baeyer ·
1906: Moissan ·
1907: Buchner ·
1908: Rutherford ·
1909: Ostwald ·
1910: Wallach ·
1911: Curie ·
1912: Grignard, Sabatier ·
1913: Werner ·
1914: Richards ·
1915: Willstätter ·
1918: Haber ·
1920: Nernst ·
1921: Soddy ·
1922: Aston ·
1923: Pregl ·
1925: Zsigmondy ·
1926: Svedberg ·
1927: Wieland ·
1928: Windaus ·
1929: Harden, Euler-Chelpin ·
1930: H. Fischer · 
1931: Bosch, Bergius ·
1932: Langmuir ·
1934: Urey ·
1935: F. Joliot-Curie, I. Joliot-Curie ·
1936: Debye ·
1937: Haworth, Karrer ·
1938: Kuhn ·
1939: Butenandt, Ružička ·
1943: Hevesy · 
1944: Hahn ·
1945: Virtanen ·
1946: Sumner, Northrop, Stanley ·
1947: Robinson · 
1948: Tiselius · 
1949: Giauque ·
1950: Diels, Alder ·
1951: McMillan, Seaborg ·
1952: Martin, Synge ·
1953: Staudinger ·
1954: Pauling ·
1955: Vigneaud ·
1956: Hinshelwood, Semjonov ·
1957: Todd ·
1958: Sanger ·
1959: Heyrovský ·
1960: Libby ·
1961: Calvin ·
1962: Perutz, Kendrew ·
1963: Ziegler, Natta ·
1964: Hodgkin ·
1965: Woodward ·
1966: Mulliken ·
1967: Eigen, Norrish, Porter ·
1968: Onsager ·
1969: Barton, Hassel ·
1970: Leloir ·
1971: Herzberg ·
1972: Anfinsen, Moore, Stein · 
1973: E.O. Fischer, Wilkinson · 
1974: Flory ·
1975: Cornforth, Prelog ·
1976: Lipscomb ·
1977: Prigogine · 
1978: Mitchell ·
1979: Brown, Wittig ·
1980: Berg, Gilbert, Sanger ·
1981: Fukui, Hoffmann ·
1982: Klug ·
1983: Taube ·
1984: Merrifield ·
1985: Hauptman, Karle ·
1986: Herschbach, Lee, Polanyi ·
1987: Cram, Lehn, Pedersen ·
1988: Deisenhofer, Huber, Michel ·
1989: Altman, Cech ·
1990: Corey ·
1991: Ernst ·
1992: Marcus ·
1993: Mullis, Smith ·
1994: Olah ·
1995: Crutzen, Molina, Rowland ·
1996: Curl, Kroto, Smalley ·
1997: Boyer, Walker, Skou ·
1998: Kohn, Pople ·
1999: Zewail ·
2000: Heeger, MacDiarmid, Shirakawa ·
2001: Knowles, Noyori, Sharpless ·
2002: Fenn, Tanaka, Wüthrich ·
2003: Agre, MacKinnon ·
2004: Ciechanover, Hershko, Rose ·
2005: Grubbs, Schrock, Chauvin ·
2006: Kornberg ·
2007: Ertl ·
2008: Shimomura, Chalfie, Tsien ·
2009: Steitz, Yonath, Ramakrishnan ·
2010: Heck, Negishi, Suzuki ·
2011: Shechtman ·
2012: Kobilka, Lefkowitz ·
2013: Karplus, Levitt, Warshel ·
2014: Betzig, Hell, Moerner ·
2015: Lindahl, Modrich, Sancar ·
2016: Sauvage, Stoddart, Feringa ·
2017: Dubochet, Frank, Henderson · 
2018: Arnold, Winter, Smith ·   
2019: Goodenough, Whittingham, Yoshino ·
2020: Charpentier, Doudna ·
2021: List, MacMillan ·
2022: Bertozzi, Meldal, Sharpless ·
2023: Bawendi, Brus, Jekimov ·
2024: Baker, Hassabis, Jumper